# Otowae Village
Otowae Village är en ort i Kiribati.   Den ligger i örådet Onotoa och ögruppen Gilbertöarna, i den sydöstra delen av landet, 500 km sydost om huvudstaden Tarawa. Otowae Village ligger 10 meter över havet och antalet invånare är 238.
Terrängen runt Otowae Village är mycket platt.  Närmaste större samhälle är Temao Village, 5,4 km nordväst om Otowae Village. 